# Amance (Alt Saona)
Amance és un municipi francès situat al departament de l'Alt Saona i a la regió de Borgonya - Franc Comtat. L'any 2007 tenia 684 habitants.

## Demografia

### Població
El 2007 la població de fet d'Amance era de 684 persones. Hi havia 278 famílies, de les quals 82 eren unipersonals (39 homes vivint sols i 43 dones vivint soles), 86 parelles sense fills, 90 parelles amb fills i 20 famílies monoparentals amb fills.
La població ha evolucionat segons el següent gràfic:
Habitants censats

### Habitatges
El 2007 hi havia 364 habitatges, 285 eren l'habitatge principal de la família, 25 eren segones residències i 55 estaven desocupats. 299 eren cases i 64 eren apartaments. Dels 285 habitatges principals, 211 estaven ocupats pels seus propietaris, 65 estaven llogats i ocupats pels llogaters i 9 estaven cedits a títol gratuït; 2 tenien una cambra, 13 en tenien dues, 40 en tenien tres, 66 en tenien quatre i 164 en tenien cinc o més. 214 habitatges disposaven pel capbaix d'una plaça de pàrquing. A 131 habitatges hi havia un automòbil i a 114 n'hi havia dos o més.

### Piràmide de població
La piràmide de població per edats i sexe el 2009 era:
| Homes | Edats   | Dones |
| ----- | ------- | ----- |
| 0     | 95 o +  | 0     |
| 4     | 90 a 94 | 0     |
| 0     | 85 a 89 | 4     |
| 4     | 80 a 84 | 4     |
| 8     | 75 a 79 | 16    |
| 28    | 70 a 74 | 4     |
| 24    | 65 a 69 | 32    |
| 16    | 60 a 64 | 24    |
| 24    | 55 a 59 | 16    |
| 24    | 50 a 54 | 28    |
| 28    | 45 a 49 | 20    |
| 28    | 40 a 44 | 32    |
| 40    | 35 a 39 | 20    |
| 24    | 30 a 34 | 16    |
| 20    | 25 a 29 | 28    |
| 24    | 20 a 24 | 32    |
| 36    | 15 a 19 | 44    |
| 24    | 10 a 14 | 16    |
| 24    | 5 a 9   | 28    |
| 12    | 0 a 4   | 12    |

## Economia
El 2007 la població en edat de treballar era de 429 persones, 325 eren actives i 104 eren inactives. De les 325 persones actives 304 estaven ocupades (167 homes i 137 dones) i 21 estaven aturades (11 homes i 10 dones). De les 104 persones inactives 35 estaven jubilades, 33 estaven estudiant i 36 estaven classificades com a «altres inactius».

### Ingressos
El 2009 a Amance hi havia 293 unitats fiscals que integraven 709 persones, la mediana anual d'ingressos fiscals per persona era de 16.213 €.

### Activitats econòmiques
Dels 24 establiments que hi havia el 2007, 2 eren d'empreses alimentàries, 1 d'una empresa de fabricació d'altres productes industrials, 3 d'empreses de construcció, 8 d'empreses de comerç i reparació d'automòbils, 2 d'empreses de transport, 2 d'empreses d'hostatgeria i restauració, 1 d'una empresa de serveis, 3 d'entitats de l'administració pública i 2 d'empreses classificades com a «altres activitats de serveis».
Dels 10 establiments de servei als particulars que hi havia el 2009, 1 era una oficina d'administració d'Hisenda pública, 1 oficina de correu, 1 funerària, 2 tallers de reparació d'automòbils i de material agrícola, 1 paleta, 2 guixaires pintors, 1 perruqueria i 1 restaurant.
Dels 3 establiments comercials que hi havia el 2009, 1 era una gran superfície de material de bricolatge i 2 fleques.
L'any 2000 a Amance hi havia 12 explotacions agrícoles que ocupaven un total de 720 hectàrees.

## Equipaments sanitaris i escolars
L'únic equipament sanitari que hi havia el 2009 era una farmàcia.
El 2009 hi havia una escola elemental.

## Poblacions més properes
El següent diagrama mostra les poblacions més properes.